# Пустынников, Дорофей
Дорофей Пустынников — дьяк.

## Биография
Первоначально был подьячим. Дьяк с 1628 года.
В половине 1628 года был послан дьяком во Псков и находился там до 1633.
В 1634 году был в Москве: тогда встречается в списке лиц, которых Государь пожаловал «видеть очи свои Государевы» на праздник Св. Христова Воскресения. Примерно тогда же, раньше июля того же года, подал на имя царя челобитную, где упоминает, что «на Москве сидел в трех осадах» и о том, что «у государевых дел тритцать осмой год» работал. Там же просил пожаловать ему поместье, оставшееся после смерти Ивана Грязева.
11 января 1635 года Дорофею Пустынникову велено было быть первым дьяком в Тобольске. Пустынников пробыл там вплоть до февраля 1639, до общей обычной смены всех воевод и дьяков сибирских городов.
В 1641 году боярином Василием Стрешневым была приобретена у Дорофея вотчина. Через 5 лет упоминается в качестве владельца деревни Еднева, где проживало 9 крестьян.
Дорофей Пустынников умер в 1654 или 1655 году. До самой смерти числился дьяком. Во владении у него также имелось поместье на землях Белозерского уезда.